# Hortènsia (oradora)
Hortènsia (s. I aC) (en llatí Hortensia) va ser una oradora romana de l'època de la república. És coneguda, sobretot, per pronunciar un discurs davant dels membres del Segon Triumvirat (aliança entre Octavià, Marc Antoni i Lèpid) l'any 42 aC. Aquest discurs va comportar la derogació parcial d'un impost que afectava les dones romanes adinerades.

## Vida
Era filla de Quint Hortensi Hortal, orador, cònsol i advocat, de qui va rebre la seua formació de retòrica. Es creu que va estar casada amb el seu cosí segon Quint Servili Cepió. Va tenir una filla anomenada Servília i posteriorment va quedar vídua l'any 67 aC. Com a membre de l'aristocràcia, Hortènsia va créixer en una família rica, i per tant, tenia accés al grec i la literatura llatina des de molt jove. Més tard es va centrar en l'estudi de la retòrica gràcies a la lectura de discursos de prominents oradors grecs.

## El discurs
Al 42 aC el triumvirs Octavià, Lèpid i Marc Antoni estaven en guerra amb els assassins de Juli Cèsar (Dècim Juni Brut Albí, Marc Juni Brut i Gai Cassi Longí). Per finançar la guerra en curs, els triumvirs van recórrer a la venda de propietats dels ciutadans rics morts per considerar-los enemics de l'estat. Aquesta font d'ingressos no va resultar prou lucrativa, i els tres homes van votar a favor d'establir un impost a Roma sobre les 1.400 dones més riques.
Les dones romanes no gaudien de l'estatut de ciutadania, no pagaven impostos i eren relativament apartades dels negocis. Les que reunien considerables sumes de diners era pel fet que havien heretat del pare o que havia mort el seu marit en alguna batalla. Per això, aquestes 1400 dones, indignades per haver estat gravades per un enfrontament sobre el qual no tenien control, van triar Hortènsia per expressar les seves preocupacions als triumvirs, després d'apel·lar als familiars més pròxims dels triumvirs sense cap èxit. Juntament amb un nombrós grup de ciutadans implicats, les dones van anar al Fòrum Romà, on Hortènsia va pronunciar el seu famós discurs, que no es conserva amb les paraules exactes, però que ha estat transmès per l'historiador grec Apià.
El discurs que ens ha arribat gràcies a Apià és el següent:
| « | Tal com correspon a unes dones del nostre rang en fer una sol·licitud, vam recórrer a les vostres dones. Però, com no vam rebre el tracte que ens mereixíem i vam ser ultratjades per Fúlvia, ens hem vist empeses a anar, totes juntes, al Fòrum, per la seva culpa. Vosaltres ens heu arrabassat ja els nostres pares, fills, marits i germans amb l'excusa que havien delinquit. Però si, a més, ens priveu també de les nostres propietats, ens portareu a una situació indigna del nostre llinatge, dels nostres costums i de la nostra condició femenina. Si afirmeu que hem actuat en contra de vosaltres, igual que els nostres marits, proscriviu-nos també a nosaltres com a aquells. Però, si nosaltres, les dones, no us declarem enemics públics a cap de vosaltres, si no us hem destruït les cases, si no us hem anihilat els exèrcits, si no hem conduït cap altre exèrcit contra vosaltres, si no hem impedit que obtinguéreu magistratures i honors, per què hem de participar dels càstigs nosaltres, que no hem participar en les ofenses? Per què hem de pagar tributs nosaltres que no ocupem ni magistratures, ni honors, ni comandaments de l'exèrcit, ni, en general, el govern de la República, que considereu un mal pel qual heu combatut amb resultats tan calamitosos? És perquè dieu que estem en guerra? És que mai no hi ha hagut guerres? I quan les dones han contribuït amb tributs? La seva pròpia condició natural les eximeix d'això en qualsevol moment de la història de la humanitat. Les nostres mares, una vegada, ja fa temps, van sobrepassar els requisits del seu sexe, quan estava en perill tot l'imperi i, fins i tot, la pròpia ciutat, sota l'assetjament cartaginès. Però, llavors van realitzar una contribució voluntària, i no a costa de les seves terres o camps, o dots, o cases (béns sense els quals resulta impossible la vida per a les dones lliures), sinó només amb les seves joies personals, sense que aquestes estiguessen sotmeses a una taxació, ni sota la por de delators o acusadors, ni sota coacció o violència. I tan sols van donar el que van voler elles. Per què ara esteu tan preocupats pel govern o per la pàtria? Vinga, si hem de fer la guerra contra els gals o els parts, no estarem per sota de les nostres mares en contribuir a la salvació de la pàtria, però per lluites civils no aportarem mai res ni us ajudarem a lluitar uns contra els altres. En efecte, no ho vam fer en època de Cèsar o Pompeu, ni ens van obligar a fer-ho ni Mari ni Cinna, ni tan sols Sul·la, que va exercir un poder absolut sobre la pàtria. I vosaltres afirmeu que esteu consolidant la República! | » |

La manifestació i les reivindicacions femenines van enfurir els triumvirs, no acostumats que les dones els desafiessin i es debatessin les seves decisions. Van tractar sense èxit d'acomiadar les dones de la tribuna perquè havien qüestionat la seua autoritat. Com que la necessitat d'ingressos era urgent, van decidir modificar l'edicte l'endemà mateix: es va reduir el nombre de dones sotmeses a l'impost a 400, i en el seu lloc, per compensar per la pèrdua d'ingressos, es va obligar a propietaris masculins a prestar diners a l'Estat i contribuir així a les despeses de guerra.